# Tiberiu Dolniceanu
Tiberiu Dolniceanu, född den 3 april 1988 i Iași, Rumänien, är en rumänsk fäktare som tog OS-silver i herrarnas lagtävling i sabel i samband med de olympiska fäktningstävlingarna 2012 i London.